# Helen Planitia
La Helen Planitia è una formazione geologica della superficie di Venere.
Prende il nome da Elena, personaggio della mitologia greca, il cui ratto fu il casus belli della guerra di Troia.